# Das tiefe Tal
Das tiefe Tal (Originaltitel Deep Valley) ist ein US-amerikanischer Spielfilm aus dem Jahr 1947 unter Regie von Jean Negulesco. Die Mischung aus Melodram und Thriller basiert auf dem gleichnamigen Roman von Don Totheroth.

## Handlung
Die junge Libby Saul lebt mit ihren Eltern in Nordkalifornien auf einer abgelegenen Farm inmitten eines dichten Waldes. Die Eltern sind seit vielen Jahren zerstritten und schenken auch ihrer Tochter kaum Zuneigung. Mr. Saul hatte seine Frau früher häufiger geschlagen und diese behauptete irgendwann im Trotz, bettlägerig zu sein, weshalb nun der ganze Haushalt auf Libbys Schultern lastet. Nicht weit entfernt baut eine Gruppe Sträflinge eine Küstenstraße. Libby beobachtet die Sträflinge bei ihren Streifzügen durch die Umgebung. Ihr Interesse weckt besonders der Gefangene Barry Burnette, der mit Widerworten gegenüber seinen Aufsehern auffällt.
Jeff Barker, der für den Straßenbau zuständige Ingenieur, findet Gefallen an Libby und schlägt ihr vor, zum Tanzen nach Monterey zu fahren. Libby lehnt ab, denn sie ist durch die Jahre der Isolation mit ihren Eltern stotternd und verschüchtert geworden. Ihr Vater versteht nicht, warum Libby die Bitte Jeffs Jeffs abgewiesen hat, und verpasst ihr eine Ohrfeige. Libby beschließt daraufhin, ihr Zuhause zu verlassen, und bricht noch in derselben Nacht auf. Gleichzeitig tobt ein schwerer Sturm; ein Erdrutsch tötet mehrere der Gefangenen und Wärter. Durch den Erdrutsch kann sich Barry Burnette aus der Kabine, in die er gesperrt wurde, nachdem er einen Aufseher geschlagen hatte, befreien und versteckt sich im Wald.
Am nächsten Tag begegnen sich Barry und Libby zufällig im Wald. Da Libby ihn von Anfang an sympathisch gefunden hat, will sie ihm helfen. Die beiden unterhalten sich lange und finden Verständnis füreinander. Barry erzählt, dass er aufgrund eines Totschlags im betrunkenen Zustand einsitze und seine Emotionen oft nicht unter Kontrolle habe. Insbesondere gelte das für Leute, die seine Freiheit einschränken würden, weshalb er lieber sterben würde als wieder ins Gefängnis zu kommen. Die beiden planen, zusammen nach San Francisco aufzubrechen, weshalb Libby am nächsten Tag von der Farm ihrer Eltern Kleidung und Vorräte holen möchte.
Zu Libbys Überraschung haben sich ihre Eltern wieder versöhnt, da sie durch ihre Abwesenheit tief besorgt und aufeinander angewiesen waren. Mrs. Saul läuft wieder durchs Haus und näht Libby ein neues Kleid, während Mr. Saul seinen heruntergekommenen Hof auf Vordermann bringt. Von ihren Eltern erfährt Libby, dass ein Suchtrupp im Wald nach Barry Ausschau hält. Da mehrere Männer vom Suchtrupp bei den Sauls unterkommen, ergibt sich für Libby keine Gelegenheit, zu Barry zurückzukehren. Barry wird in seinem Versteck entdeckt, kann aber entkommen und schlägt sich zum Haus der Sauls durch. Libby versteckt ihn auf dem Heuboden der Scheune und hier verlieben sich die beiden endgültig. Barrys Versteck ist aber nicht sicher und er wird immer nervöser, die Forke zur brutalen Abwehr griffbereit.
Durch Libbys auffälliges Verhalten kommt Mrs. Saul hinter das Geheimnis ihrer Tochter und entdeckt Barry in der Scheune. Die besorgte Mutter äußert gegenüber Barry, dass ein anständiger Mann seine Geliebte nicht einer so hoffnungslosen Zukunft aussetzen würde. Barry entgegnet, dass Libby bei ihren Eltern zuvor nicht die gesuchte Liebe gefunden habe. In der Tat hat Libby durch ihre Begegnung mit Burnette ihr Stottern verloren und ist selbstbewusster geworden. Barry und Libby versuchen mit dem Auto zu fliehen. Als der anwesende Jeff Barker sie aufhalten will, schlägt Barry ihn nieder und fährt davon. Er lässt auch Libby zurück, denn eine gemeinsame Zukunft ist chancenlos. Das Auto kommt von der Straße ab und mehrere Schüsse treffen Barry, doch er entkommt abermals der Verhaftung. Später findet Libby den verwundeten Barry im Wald, an dem Ort ihrer ersten Begegnung. Er stirbt in ihren Armen. In der Schlussszene wird angedeutet, dass Libby und Jeff Barker eine gemeinsame Zukunft haben werden.

## Produktionshintergrund
Für die weibliche Hauptrolle war auch Ann Sheridan im Gespräch, während Humphrey Bogart und John Garfield für den Part des Barry gehandelt wurden. Neben Drehs im Filmstudio entstanden Szenen offenbar am Hermosa Beach, am Big Bear Lake in den San Bernardino Mountains sowie laut modernen Quellen auch im Gebiet des Big Sur.
Neben den bereits in der Infobox gelisteten Crewmitgliedern gestalteten Frank Durlauf, Max Parker, und Howard Winterbottom das Szenenbild; Bernard Newman schuf die Kostüme, Perc Westmore war für die Maske zuständig, und Hans F. Koenekamp sowie William C. McGann verantworteten die Spezialeffekte des Films. An dem Drehbuch des Films war seit 1942 von verschiedenen Autoren gearbeitet worden, darunter auch 1943 vom späteren Literaturnobelpreisträger William Faulkner, der ein 38-seitiges Treatment einreichte. Hauptautoren des Drehbuchs waren allerdings die österreichische Emigrantin Salka Viertel, ansonsten für mehrere Drehbücher zu Greta-Garbo-Filmen bekannt, und Stephen Morehouse Avery.

## Deutsche Fassung
In Westdeutschland kam Deep Valley nicht in die Kinos, sondern feierte erst am 2. Januar 1965 mit einer Fernsehausstrahlung seine Premiere. Die deutschen Synchronsprecher sind unter anderem Heidi Treutler für Libby Saul, Thomas Braut für Barry Burnette, Erich Ebert für Jeff Barker und Klaus W. Krause für Sheriff Akers.

## Kritiken
In der New York Times vom 23. August 1947 war zu lesen, dass der Film der „sehr unglaubwürdige, gelegentlich lächerliche Versuch eines stürmischen Dramas“ sei. Gelungen seien indes die darstellerischen Leistungen von Ida Lupino, Dane Clark, Fay Bainter und Henry Hull. Lupino zeige glaubwürdig verschiedene Emotionen und auch ihr Stottern sei recht überzeugend, während Dane Clark die Verfolgtheit seines Charakters gut herüberbringe.
Hans J. Wollstein fand die Figuren beim All Movie Guide zu „säuerlich“ und es gebe ein paar Unglaubwürdigkeiten, etwa dass sich das Stottern der Hauptfigur durch Liebe heilen lasse. Wenn Das tiefe Tal nicht so gelungen wie der oftmals zum Vergleich herangezogene Entscheidung in der Sierra sei, handele es sich nicht um den Fehler von Ida Lupino, die sich als „natürliche Tragödin“ mit „teils mitreißenden Ergebnissen“ beweise.
Der Filmdienst schreibt: „Ein Melodram in gepflegt-konventioneller Inszenierung, hervorragend in der Darstellung.“
Prisma notiert: „Viele Szenen des Films erinnern an das später entstandene Drama Schweigende Lippen. Dank einer routinierten Inszenierung und hervorragender Darsteller ist dies beste Unterhaltung.“